# German Marstatt
German Marstatt (* 1957) ist ein deutscher Jazztrompeter (auch Baritonhorn, Kornett, Althorn, Flügelhorn) und Hochschullehrer.

## Leben und Wirken
Marstatt wuchs in Ostwestfalen-Lippe auf; mit acht Jahren spielte er im örtlichen Posaunenchor Trompete. Nach dem Abitur studierte er an der Musikhochschule Detmold klassische Trompete. Anschließend setzte er sein Studium an der Musikhochschule Hilversum fort, wo er Unterricht bei Ack van Rooyen hatte und das Jazz-Diplom erwarb. Er unterrichtete zunächst an der Musikschule Marburg, danach war er Dozent am Institut für Musik der Universität Kassel. Gegenwärtig (2016) unterrichtet er an der Universität Gießen Gehörbildung und Instrumentalunterricht.
Marstatt wirkte 1983 beim Pop' 83 Nachwuchs-Festival der Deutschen Phono-Akademie e.V. mit. Seit den 1990er-Jahren arbeitete er u. a. mit Gabriele Hasler, Jörn Schippers Blue Room Ensemble (Solitude 1993) und der Frankfurt Jazz Big Band (unter Leitung von Wilson de Oliveira), mit der er mehrere Alben einspielte wie Tribute to Duke Ellington (1999). Marstatt war außerdem Mitglied im deutsch-französischen Jazzensemble, im Würzburg Jazz Orchestra, im Markus Geiselhart Orchestra Wien. Er leitet ein eigenes Bläserquartett Blow Up (u. a. mit Detlef Landeck). Weiterhin ist er Trompeter des „Mutare Ensemble“ für neue Musik in Frankfurt. Mit Manfred Honetschläger und Peter Reiter-Schaub komponierte er „Jazz Messe: Messe für unsere Zeit“ (1999); auch schrieb er das Werk „Response“ und veröffentlichte das zweibändige Streetband Real Book für Kinder (2013/15).